# 小行星3688
小行星3688（英語：3688 Navajo）是一颗围绕太阳公转的小行星。1981年3月30日，愛德華·鮑威爾在可可尼诺县发现了此天体。
这颗小行星的绝对星等为137.87270等。